# Doris Langkilde
Doris Amalie Langkilde (20. november 1874 i København - 30. april 1946) var en dansk skuespillerinde der har medvirket i en række stumfilm i perioden 1910 til 1922.

## Filmografi
| - Den hvide Slavehandel (instruktør August Blom, 1910) - Tøndebaandsmoden (ubekendt instruktør, 1910) - Dyrekøbt Glimmer (instruktør Urban Gad, 1911) - Den hvide Slavehandels sidste Offer (instruktør August Blom, 1911) - Operationsstuens Hemmelighed (instruktør William Augustinus, 1911) - Christian Schrøder i Panoptikon (ubekendt instruktør, 1911) - Christian d. 4. og Forrædderen (ubekendt instruktør, 1911) - Dyrekøbt Ære (instruktør William Augustinus, 1911) - Mormonens Offer (instruktør August Blom, 1911) - Hamlet (instruktør August Blom, 1911) - Vildledt Elskov (instruktør August Blom, 1911) - Nonnen fra Asminderød (som nonne; ubekendt instruktør, 1911) - For aabent Tæppe (instruktør August Blom, 1912) - Indbruddet hos Skuespillerinden (instruktør Eduard Schnedler-Sørensen, 1912) - Dødens Brud (instruktør August Blom, 1912) - Levende Billeder (instruktør Eduard Schnedler-Sørensen, 1912) - Ballettens Datter (instruktør Holger-Madsen, 1913) - Under Mindernes Træ (instruktør Holger-Madsen, 1913) - En Hofintrige (instruktør August Blom, 1913) - Expressens Mysterium (instruktør Hjalmar Davidsen, 1914) - Endelig alene (instruktør Holger-Madsen, 1914) - Manden med de ni Fingre I (instruktør A.W. Sandberg, 1915) | - Kvinden, han mødte (instruktør Hjalmar Davidsen, 1915) - Cigaretpigen (instruktør Holger-Madsen, 1915) - Sjæletyven (instruktør Holger-Madsen, 1916) - Hvo, som elsker sin Fader (instruktør Holger-Madsen, 1916) - For sin Faders Skyld (som Madam Lorentz, portnerske; instruktør Holger-Madsen, 1916) - Spiritisten (instruktør Holger-Madsen, 1916) - Pax Æterna (instruktør Holger-Madsen, 1917) - Hittebarnet (instruktør Holger-Madsen, 1917) - Et fremmeligt Barn (instruktør Lau Lauritzen Sr., 1917) - Brændte Vinger (instruktør Emanuel Gregers, 1917) - Den lille Virtuos (som Enkefru Ring; instruktør Alfred Kjærulf, 1918) - Gillekop (som Gillekops kælling; instruktør August Blom, 1919) - Hans gode Genius (instruktør August Blom, 1922) - Knap og Hægte (instruktør Eduard Schnedler-Sørensen) - Skarpretterens Søn (ubekendt instruktør) - Hævnen er sød (instruktør William Augustinus) - Gadeoriginalen (instruktør August Blom) - Den hvide Tulipan (instruktør William Augustinus) - Kreditten leve (instruktør William Augustinus) - Dirkens Mester (ubekendt instruktør) - Kommandørens Døtre (instruktør Leo Tscherning) |